# Mimotemnosternus rotundipennis
Mimotemnosternus rotundipennis är en skalbaggsart som beskrevs av Stefan von Breuning 1963. Mimotemnosternus rotundipennis ingår i släktet Mimotemnosternus och familjen långhorningar. Inga underarter finns listade i Catalogue of Life.